# أحمد صلاح جمجوم
أحمد محمد صلاح جمجوم  ، (ولد في جدة عام 1925م، توفي في 25 جماد الثاني 1431هـ) كان وزير التجارة، مدير عام الخطوط السعودية (1963-1965)، ورئيس مجلس إدارة مؤسسة المدينة للصحافة.
يعتبر من بناة الصحافة في المملكة العربية السعودية في عهد المؤسسات الصحفية، والذي بدأ عام 1383هـ 1963م.

## النشأة
ينتمي إلى أسرة عريقة تعمل بالتجارة ساهمت مساهمة فعالة في بناء الوطن تخرج من مدرسة دار الفلاح، ومن مدرسة تحضير البعثات، وتحصل على البكالوريوس في الإدارة العامة من أمريكا. كان مفكراً وأديباً ترك بصمة في مسيرة العمل الخيري والثقافي والاقتصادي والإعلامي.

## الحياة المهنية
تقلد جمجوم العديد من المناصب وزير التجارة لفترتين، ومدير عام مصنع الأسمنت بجدة، ومدير عام مصلحة الزكاة والدخل (الهيئة العامة للزكاة والدخل حالياً)، وأول رئيس لمجلس إدارة الخطوط الجوية العربية السعودية، ومدير عام مؤسسة المدينة للصحافة، رئيس مجلس إدارة جمعية تحفيظ القرآن الكريم بمحافظة جدة من عام 1407 إلى عام 1417هـ وهي جمعيته الأولى التي أسسها ورعاها مع نخبة من أخيار أهل جدة وتولى رئاسة الجمعية بجدة بعد رفيق دربه الشيخ محمد صالح باحارث، ثم رئيس مجلس إدارة الجمعية الخيرية لتحفيظ القرآن الكريم بمنطقة مكة المكرمة حتى وفاته فأصبحت الجمعية رائدة في أعمالها ومرجعاً لباقي الجمعيات؛ فقد كانت له رؤيته المستقبلية في التطوير والإبداع شارك في برامجها ومشاريعها بفكره الثاقب وماله، ولم يتوانى ولو لحظه عن حضور محافل ومناسبات جميع الجمعيات الخيرية لتحفيظ القرآن الكريم بمنطقة مكة المكرمة وخاصة جمعية جدة .كان يحرص على توسعة قاعدة حلقات ومراكز التحفيظ وانتشارها في جميع الأحياء ويفرح كثيراً على زيادة أعداد وطلاب التحفيظ وحفظة كتاب الله ومشاركتهم في المسابقات المحلية والدولية.
كما اهتم بالصيرفة الإسلامية وترأس عدد من البنوك الإسلامية وكان عضو مؤسس في عدد من الجمعيات الخيرية بالإضافة إلى العديد من إسهاماته في دعم مشاريع خيرية داخل المملكة وخارجها فأعطى الجمعيات الخيرية لتحفيظ القرآن الكريم عصارة فكره وتجاربه وكان يتميز في عمله بالجدية والبساطة وبالشفافية والوضوح ولا يبخل على العاملين معه بالنصح والإرشاد.
وهو صاحب الفضل في سعودة الخطوط السعودية حيث كان صاحب فكرة إنشاء معهد تدريب الطيارين السعوديين والمضيفين والمهندسيين والإداريين في الخطوط السعودية عندما كان مديراً عاماً للخطوط السعودية .